# Doué-en-Anjou
Doué-en-Anjou – gmina we Francji, w regionie Kraj Loary, w departamencie Maine i Loara. W 2013 roku liczba ludności wynosiła 11 048 mieszkańców. 
Gmina została utworzona 30 grudnia 2016 roku z połączenia ośmiu ówczesnych gmin: Brigné, Concourson-sur-Layon, Doué-la-Fontaine, Forges, Meigné, Montfort, Saint-Georges-sur-Layon oraz Les Verchers-sur-Layon. Siedzibą gminy została miejscowość Doué-la-Fontaine.